# Municipio de Prairie Home
El municipio de Prairie Home (en inglés: Prairie Home Township) es un municipio ubicado en el condado de Cooper en el estado estadounidense de Misuri. En el año 2010 tenía una población de 682 habitantes y una densidad poblacional de 8 personas por km².

## Geografía
El municipio de Prairie Home se encuentra ubicado en las coordenadas 38°49′43″N 92°35′53″O / 38.82861, -92.59806. Según la Oficina del Censo de los Estados Unidos, el municipio tiene una superficie total de 85.26 km², de la cual 85,21 km² corresponden a tierra firme y (0,07 %) 0,06 km² es agua.

## Demografía
Según el censo de 2010, había 682 personas residiendo en el municipio de Prairie Home. La densidad de población era de 8 hab./km². De los 682 habitantes, el municipio de Prairie Home estaba compuesto por el 97,95 % blancos, el 0,73 % eran afroamericanos, el 0,15 % eran amerindios, el 0,29 % eran asiáticos y el 0,88 % eran de una mezcla de razas. Del total de la población el 0,29 % eran hispanos o latinos de cualquier raza.